# Drum național 19E
Der Drum național 19E (rumänisch für „Nationalstraße 19E“, kurz DN19E) ist eine Hauptstraße in Rumänien.

## Verlauf
Die Straße zweigt bei in Biharia (ungarisch Bihar) nördlich von Oradea (Großwardein) nach Nordosten vom Drum național 19 (zugleich Europastraße 671) ab und verläuft über Sălard und den Abzweig des Drum național 1P bei dem Dorf Cenaloș nach dem 3 km südwestlich von Marghita gelegenen Dorf Chiribiș, wo sie auf den von Săcueni kommenden Drum național 19B trifft und an diesem endet.
Die Länge der Straße beträgt rund 37 Kilometer.
Parallel zu der Straße ist ein Abschnitt der Autostrada A3 („Bechtel-Autobahn“) im Bau.